# Häusersbach
Der Häusersbach ist ein etwa einen Kilometer langer Bach auf der Stadtgemarkung von Gaildorf im Landkreis Schwäbisch Hall im nordöstlichen Baden-Württemberg, der nach ostnordöstlichem bis östlichem Lauf gegenüber der Münster Mühle von links in den mittleren Kocher mündet.

## Geographie

### Verlauf
Der Häusersbach entsteht etwas westlich der Gaildorfer Siedlung um die Karlsbader Straße auf etwa 361 m ü. NHN neben den Hangwiesen im Löchle am Nordostabfall des Kirgels in einem sich den Berg herabziehenden schmalen Waldzipfel. Jeweils etwa fünfzig Meter weiter südlich bzw. südwestlich und weniger als fünfzehn Meter höher gibt es in Geländerinnen am Hang zeitweilige Sickerquellen, die dann zur gewöhnlichen Quelle hin entwässern. Von dieser an zieht der Bach anfangs in einer sumpfigen Mulde im Inneren dieses Waldzipfels, in dem teilweise auch weiteres Wasser aufquillt, ostnordöstlich bis zum Rand der genannten Siedlung. Dort fließt auf etwa 345 m ü. NHN von Westen her ein mit etwa 0,2 km wenig kürzerer Bachgraben zu, der einem Quellbereich in einer Hecke auf etwa 345 m ü. NHN entspringt und anscheinend halben Weges einen abgelassenen Teich durchläuft.
Hiernach fließt der Bach mit kleinen Richtungsänderungen und kaum Gehölz am Ufer weiter ostnordostwärts durch nunmehr eine Wiesenflur zwischen der genannten Siedlung im Süden und der Häuserzeile entlang der Stettiner Straße im Norden. Nach etwas mehr als der Hälfte seines Weges tritt er in den Gaildorfer Siedlungsbereich ein, unterquert verdolt die Häusersbachstraße und knickt dann auf östlichen, nunmehr ein Stück weit wieder offenen Lauf zwischen einem Kinderspielplatz am nördlichen und der Siedlungsstraße Am Häberlensee am südlichen Ufer. Dort speiste er wenigstens Anfang des 20. Jahrhunderts noch eine Gruppe kleiner Teiche. Bald unterquert er unmittelbar nacheinander und verdolt einen Fahrweg, den Damm der stillgelegten Oberen Kochertalbahn und die B 298. Auf deren anderer Seite läuft er weiterhin unterirdisch unter einem Gewerbegrundstück hindurch, danach aber dem Weg Im Flürle entlang zuletzt wieder offen am baumgestandenen Grundstück einer Kläranlage entlang. Er mündet dann auf etwa 323 m ü. NHN von links und gegenüber der Münster Mühle in den mittleren Kocher.
Der Häusersbach mündet nach einem 1,1 km langen Lauf mit mittleren Sohlgefälle von rund 34 ‰ etwa 38 Höhenmeter unterhalb seiner gewöhnlichen Quelle. Er hat außer dem erwähnten linken Oberlauf keine weiteren Zuflüsse.

### Einzugsgebiet
Der Häusersbach hat ein – anhand der natürlichen Wasserscheiden abgemessen – etwa 0,6 km² großes Einzugsgebiet, das naturräumlich zum Unterraum Gaildorfer Becken der Schwäbisch-Fränkischen Waldberge gehört. Der mit fast 460 m ü. NHN höchste Punkt liegt ganz im Westen auf dem Kirgel-Kamm. Im Norden, wo der größte Teil des zentralen Gaildorfer Stadtgebietes zwischen dem Häusersbach und dem Fluss liegt, sowie im Osten gibt es vor dem aufnehmenden Kocher heute keine offenen Zuflüsse, weswegen auch ein beträchtlicher Teil des Einzugsgebietes heute über die Kanalisation entwässert werden dürfte. Hinter dem Kirgelkamm ist im Südsüdosten das nächste Gewässer der große, wenig aufwärts mündende Kocher-Nebenfluss Fichtenberger Rot, im Westsüdwesten deren letzter linker großer Zufluss Michelbach.
Der Kirgelhang ist wenigstens ab mittlerer Höhe von Wald bedeckt, das übrige Einzugsgebiet außerhalb der Siedlungsbereiche meist von Wiesenflur. Das gesamte Gebiet liegt in der zentralen Gaildorfer Stadtgemarkung. 

## Geologie
Das gesamte Einzugsgebiet liegt im Keuper und zwar weit überwiegend im Mittelkeuper. Dessen höchste auftretende Schicht ist der Kieselsandstein (Hassberge-Formation) in einer kleinen Schichtinsel um den höchsten Punkt auf dem Kirgelkamm. Größtenteils liegen auf diesem jedoch Untere Bunte Mergel (Steigerwald-Formation) und darunter am oberen Hangknick ein nur schmaler Streifen Schilfsandstein (Stuttgart-Formation). Im deutlich überwiegenden Teil des übrigen Einzugsgebietes steht dagegen Gipskeuper (Grabfeld-Formation) an, in dem der Bach auch entspringt, jedoch nicht mündet, denn zuletzt, erst in der Gaildorfer Siedlungsflur, wechselt er noch in den Lettenkeuper (Erfurt-Formation) des Unterkeupers. Um seinen Lauf hat der Bach ein recht früh einsetzendes Band aus holozänem Schwemmsediment abgelagert. Mündungsnah liegt jenseits davon im Norden ein Zwickel mit quartären Terrassensedimenten.

## Natur und Schutzgebiete
Der Anteil an Kirgel und Kirgelhang gehört größtenteils zum Landschaftsschutzgebiet Ostabfall des Mainhardter Waldes mit Teilen des Kochertales und Nebentälern zwischen Gaildorf und Westheim, das gesamte Gebiet ist Teil des Naturparks Schwäbisch-Fränkischer Wald.

### LUBW
Amtliche Online-Gewässerkarte mit passendem Ausschnitt und den hier benutzten Layern: Lauf und Einzugsgebiet des Häusersbachs

Allgemeiner Einstieg ohne Voreinstellungen und Layer: Daten- und Kartendienst der Landesanstalt für Umwelt Baden-Württemberg (LUBW) (Hinweise)
1. 1 2 3  Höhe nach dem Höhenlinienbild auf dem Hintergrundlayer Topographische Karte.
2. ↑  Länge nach dem Layer Gewässernetz (AWGN).
3. ↑  Einzugsgebiet abgemessen auf dem Hintergrundlayer Topographische Karte.
4. ↑  Länge abgemessen auf dem Hintergrundlayer Topographische Karte.
5. 1 2  Schutzgebiete nach den einschlägigen Layern, Natur teilweise nach dem Layer Geschützte Biotope.

### Andere Belege
1. ↑  Frühere Teiche nach:
  - Meßtischblatt 7024 Gschwend von 1904 in der Deutschen Fotothek
2. ↑  Hansjörg Dongus: Geographische Landesaufnahme: Die naturräumlichen Einheiten auf Blatt 171 Göppingen. Bundesanstalt für Landeskunde, Bad Godesberg 1961. → Online-Karte (PDF; 4,3 MB)
3. ↑  Geologie nach den Layern zu Geologische Karte 1:50.000 auf: Mapserver des Landesamtes für Geologie, Rohstoffe und Bergbau (LGRB) (Hinweise). Ein ähnliches Bild bietet die unter → Literatur aufgeführte geologische Karte.